# Musée Charles et Marguerithe Bieth
Le Musée Charles et Marguerithe Bieth est un musée situé à Abengourou, dans le District de la Comoé, en Côte d'Ivoire.